# Иерусалим (фильм, 2013)
Иерусалим (англ. Jerusalem) — документальный фильм 2013 года о древнем городе Иерусалиме. Он был подготовлен компанией Cosmic Picture и Arcane Pictures, а распространением занялось Национальное географическое общество в кинотеатрах с большими экранами и IMAX.

## Описание
Фильм озвучивает Бенедикт Камбербэтч. Бюджет фильма составляет около 8 миллионов долларов США. Прибыль от распространения фильма ушла на покрытие расходов связанных с производством фильма, остальная часть прибыли была отдана на развитие проектов для городов, которые способствуют совместному существованию.
Цель фильма показать за 45 минут насколько разнообразен Иерусалим и распространить мировоззрение отличающихся культур. в Иерусалиме.
Создатели фильма получили специальный доступ к святым местам и нескольким малоизвестным частям города. Им было разрешено снимать с воздуха в тех местах, где воздушное пространство закрыто для съёмок. Создатели фильма сформировали группу консультантов, в которую входят научные и теологические эксперты.
Иерусалим представляет взгляд на город глазами трёх подростков: иудейки, христианки и мусульманки, а также археолога доктора Джоди Магнесс Jodi Magness, из университета Чапел Хилл в Северной Каролине. Подростков зовут Фара Аммоури, Надия Тэдрос и Ревитал Захарие. Фильм показывает как живут подростки в Иерусалиме, куда они ходят и насколько важен для них город. Доктор Магнесс использует археологию, чтобы узнать прошлое Иерусалима.

## Создатели фильма
Иерусалим является совместным продуктом компании Cosmic Picture находящейся в Нью-Йорке, США и компанией Arcane Pictures находящейся в Лондоне, Великобритания.
Джек Эбертс был исполнительным продюсером до своей смерти в сентябре 2012 года. Его заслуги включают Огненные колесницы, Ганди, and Танцующий с волками. Он описал Иерусалим как, «Бьющееся сердце нашего мира сегодня.»
Иерусалим произвели Таран Дэвис, сделавший фильм Путешествие в Мекку, и Джордж Даффилд, сделавший фильм На конце удочки. Даниэль Фергюсон, канадский режиссёр, заслуги которого включают Путешествие в Мекку, выступил как продюсер, сценарист и режиссёр фильма Иерусалим. Доминик Каннингем Рейд, продюсер фильма Путешествие в Мекку, также является исполнительным продюсером фильма Иерусалим. Оператор-постановщик фильма Иерусалим — Рид Смут.

## Отзывы
Вашингтон пост описал панорамную фотографию как «сразу же впечатляющую и сокровенную» и сказал, что зритель «может видеть настолько близко, как человек может молиться в церкви Гроба Господня, в мечети Аль-Акса и у Западной Стены, фактически там не бывая никогда». NBC описал его как «потрясающий фильм о путешествиях», и «конечно же увлекательным и обучающим» в Вашингтон Таймс.